# Geodeet (landmeetkunde)

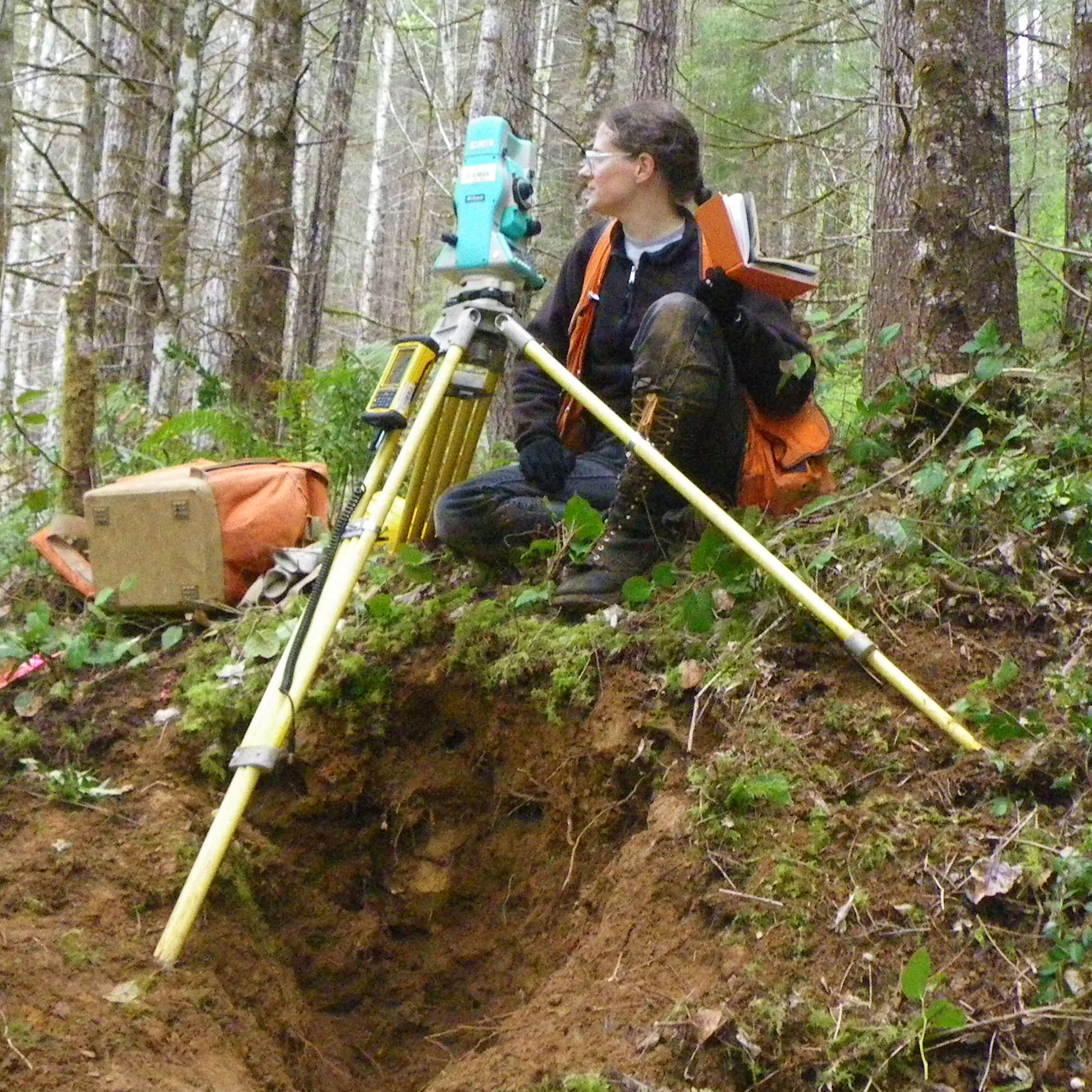
Landmeter aan het werk, 2008

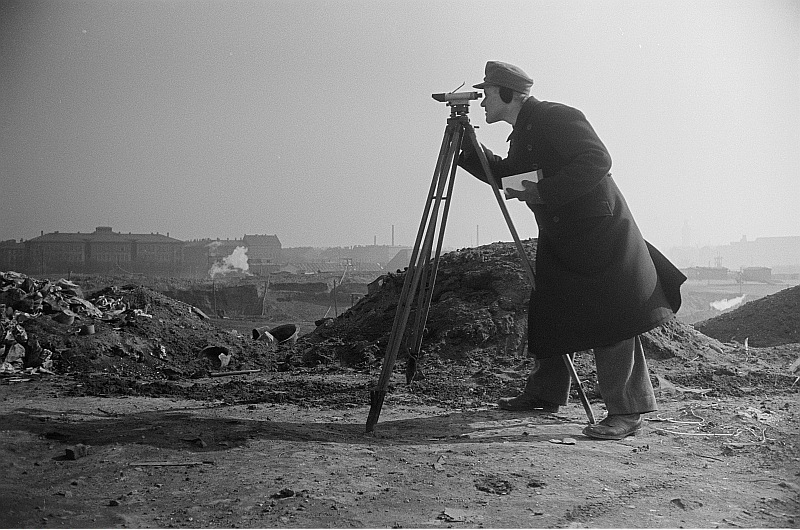
Een geodeet aan het werk, 1952, Leipzig

Een geodeet of landmeter is een landmeetkundige, een beoefenaar van de geodesie. De persoon meet hoeken, afstanden en hoogteverschillen, berekent oppervlakten, voert waterpassingen uit en levert de basis voor landkaarten.
Een geodeet is vaak in dienst van een overheidsinstelling zoals het kadaster of bij een ingenieursbureau. Zijn expertise wordt gebruikt bij de aanleg van verbindingen, zoals kabels, wegen en spoorlijnen. Hij moet rekening houden met technische mogelijkheden, milieuwetgeving en kosten.
Ook heeft een landmeter kennis nodig van bepaalde software, zoals vereffeningssoftware en een GIS- of CAD-pakket om de ingemeten gegevens te verwerken en analyseren.

## Officiële definitie
De landmeter is de vakspecialist die het openbare of private onroerend eigendom, gebouwd of niet, zowel boven- als ondergronds, identificeert, afpaalt, opmeet, schat, met inbegrip van de werken die er worden uitgevoerd en die de registratie ervan regelt, alsook die van de eraan verbonden zakelijke rechten. Bij uitbreiding bestudeert, ontwerpt en stuurt hij de ruimtelijke ordening en planning, zowel landelijk als stedelijk. Hij getuigt van technische, juridische, economische, landbouwkundige en sociale kennis, die met de hierboven aangehaalde onderwerpen in verband staat.

## Geschiedenis
In Nederland speelde de landmeter een belangrijke rol in de middeleeuwen en later bij het vastleggen van eigendom en de uitvoering van civieltechnische werken. Vaak werd het beroep gecombineerd met andere ingenieursfunctie, bijvoorbeeld die van wijnroeier of vestingbouwer.

## Bekende landmeters
Enkele bekende landmeters zijn:
- Willebrord Snel van Royen (1580-1626) voerde de eerste regionale driehoeksmeting ter wereld uit tussen Bergen op Zoom en Alkmaar
- Jan Stampioen (1610-1653)
- Dirck Rembrantsz van Nierop (1610-1682)
- Antoni van Leeuwenhoek (1632-1723)
- Jan Albertsz van Dam (1670-1746)
- Charles Mason (1730-1786) en Jeremiah Dixon (1733-1779) stelden de Mason-Dixongrens in de Verenigde Staten vast
- George Washington (1732-1799)
- Cornelis Rudolphus Theodorus Krayenhoff (1758-1840) voerde de eerste landsdekkende driehoeksmeting van Nederland uit
- Franciscus Johannes Stamkart (1805-1882) eerste voorzitter van de commissie voor de realisatie van het huidige Nederlandse coördinatenstelsel RD en NAP
- Felix Andries Vening Meinesz (1887-1966) voerde de eerste zwaartekrachtmetingen op zee uit
- Jacob Menno Tienstra (1895-1951)
- Wim Schermerhorn (1894-1977) bracht vele landmeetkundige instellingen samen in Delft